# Høje Taastrup (stacja kolejowa)
Høje Taastrup – stacja kolejowa w Høje Taastrup (Høje Taastrup Station) w gminie Høje-Taastrup, na Zelandii, w Danii. Stacja posiada 3 perony. Jest jedną z największych, najnowocześniejszych i najważniejszych stacji kolejowych w Danii, na której zatrzymują się wszystkie pociągi międzynarodowe do i z Kopenhagi. Stacja jest ostatnim przystankiem w kierunku zachodnim szybkiej kolei miejskiej Kopenhagi linii B i Bx. Została oddana do użytku w 1986 r.